# The Madness (Art of Anarchy)
The Madness è il secondo album in studio della rock band americana Art of Anarchy, pubblicato il 24 marzo 2017. È il primo album a presentare l'ex cantante dei Creed Scott Stapp dopo la morte dell'ex membro Scott Weiland nel 2015. Secondo il sito web Loudwire.com, la band sta "prendendo una nuova direzione" con la loro musica nell'album.

## Tracce
1. "Echo of a Scream" – 3:34
2. "1000 Degrees" – 3:40
3. "No Surrender" – 3:24
4. "The Madness" – 3:38
5. "Won't Let You Down" - 3:30
6. "Changed Man" - 4:02
7. "A Light in Me" - 3:10
8. "Somber" - 4:12
9. "Dancing with the Devil" – 3:37
10. "Afterburn" – 3:40

## Formazione
- Scott Stapp – voce
- Ron "Bumblefoot" Thal – chitarra
- Jon Votta — chitatta
- John Moyer – basso
- Vince Votta – batteria